# Fredrik Hulterström
Nils Fredrik Hulterström, född 12  oktober 1943, är en svensk jurist som var lagman i Trollhättans tingsrätt från 1992 till dess nedläggning 2004.
Hulterström utnämndes den 25 augusti 1983 till rådman i Hallsbergs tingsrätt. och den 19 mars 1987 till rådman i Trollhättans tingsrätt. Han utnämndes till lagman i denna tingsrätt den 6 augusti 1992.